# Salpausselkä

Karta över den södra halvan av Finland med Salpausselkäryggarna inritade.

Salpausselkä [ˈsalpausːɛlkæ], Stängselåsen, Salpausselkäryggarna, Första eller Stora Salpausselkä (S.I) och Andra eller Lilla Salpausselkä (S.II) är två ändmoränräckor, ryggar av stora israndbildningar, som med ungefär 20 km mellan sig går jämnlöpande med varandra tvärs över södra Finland, med väst-östlig sträckning. De är i varierande mån sammanhängande och i huvudsak isälvsdeltan. Åsarna är Finlands största åsbildningar efter den senaste istiden.

## Geografi
Dessa åsar utgör sjöplatåns sydliga avgränsning. De bildar dock inte den faktiska dämningen för densamma. Salpausselkäryggarna skiftar från att vara smala höjdsträckningsformer till att vara kilometerbreda, plana upphöjningar, som mest 80 m höga. Höjden av moränryggarna och deltabildningarna är vanligtvis 20–30 m. Vid Hiidenvesi i Vichtis reser sig Första Salpausselkä dock en bit över 80 meter över sjön samt något över 70 meter över Lojo sjö och Vesijärvi i Lojo respektive Lahtis. Andra Salpausselkä märks i den sydvästra skärgården som sandområden på Hitis huvudöar och på Örö.

## Historik och beskrivning
Salpausselkä bildades för 12 250–11 590 år sedan, under kvartärperioden, och är i Finland de största och mest påtagliga avlagringarna från den tiden. Deras uppkomst skedde under ett ungefär 200 år långt stagnationsskede av den sista inlandsisens avsmältning, då inlandsisens rand vid vardera randbildningens avlagring stannade på sin plats ett par hundra år. Första Salpausselkä uppkom för 12 250–12 050 år sedan. Andra Salpausselkä bildades för 11 790–11 590 år sedan.
I väster och i den östligaste delen löper längsefter de två åsarna ytterligare en rygg, lite norr om de övriga. En i södra/sydvästra Finland avlagrad Tredje Salpausselkä (S.III) kan urskiljas. Denna är till sin karaktär inbegripande icke regelbundet framträdande i området mellan Kimitoön och Tavastehus. Den tredje stängselåsen bildades för 11 400–11 300 år sedan.
Salpausselkä är en del av den utbredda helheten av israndbildningar som mot väst har en fortsättning i de mellansvenska ändmoränerna i Sverige och i Norge Raerna och fortsättande till de nordliga delarna utmed hela landets kust. Israndbildningarna är uttryck för varaktigare stagnationer eller rentav utbredanden under skedet för inlandsisens avsmältning.

## Sträckning
De två Stängselåsarna har östlig, bågformad sträckning med början vid Finlands kust i sydväst. De går ihop i området vid Lahtis. Närmare gränsen till Ryssland böjer bågarna mot norr.
Första Salpausselkä går i form av Lojoåsen från Hangö udd, där den har sin början, genom Ekenäs och Lojo vidare till Hyvinge och området vid Kärkölä, varifrån den till formen inte längre är oavbruten. Den ändrar i Hollola riktning mot ostsydost och löper genom Lahtis, Kouvola och Villmanstrand till Joensuu.
Andra Salpausselkä kommer över vattenytan i Bromarv och är klart synlig fram till Sammatti, varifrån den sträcker sig i intervall genom Högfors, Loppis och Janakkala till Lampis. Därifrån fortsätter den som ryggar som ligger jämsides. Andra Salpausselkä löper igen oavbrutet som ås genom landet från och med Asikkala och drar förbi Vääksy, Jaala, Savitaipale och Kesälahti, och kommer sedan fram till Joensuu, varifrån den har en kort nordligt riktad fortsättning, benämnd Jaamankangas.
Kring Hangö når första Stängselåsen och dess material, främst sand och grus, havet och utgör del av en akvifer med submarint grundvattensutflöde.

## Uppbyggnad
Stängselåsarna är svåröverskådligt sammansatta, det finns växelvis mycket osorterad morän och avlagringarna från smältvattenälvarna. De är komplexrandbildningar av slaget sandur-deltan, randbildningar som uppkom framför inlandsisens rand som kombinationer av parallella deltan och sandurer. I Salpausselkäryggarnas deltaplandelar finns morän och ofta också dödisgropar, då i deltafrontdelarna åter i huvudsak finns utsorterat material, med tjocklek som kan vara flera tiotals meter.
Salpausselkäryggarna är till formen mången gång stora och plana sandmoar, på vilka det växer tall. Tredje Salpausselkä framträder i Gullkronafjärden som en följd av skär av sand och morän. Dessa innefattar sand- och stenrevsön Jurmo, som är 5 km lång och ligger i den allra sydvästligaste delen av skärgården.